# Diadegma boreale
Diadegma boreale är en stekelart som beskrevs av Horstmann 1980. Diadegma boreale ingår i släktet Diadegma och familjen brokparasitsteklar. Inga underarter finns listade i Catalogue of Life.